# Kolmekivirahu
Kolmekivirahu est une île d'Estonie en mer Baltique.

## Géographie
Proche de Laasirahu, elle s'étend sur 1,93 km de longueur et sur environ 130 m de largeur. 